# Leknes
Leknes és una ciutat del comtat de Nordland a Noruega. És el centre administratiu de la municipalitat de Vestvågøy (amb 10.764 habitants, éslamunicipalitat més poblada de Lofoten i Vesterålen). El 2013 tenia 3.176 habitants.

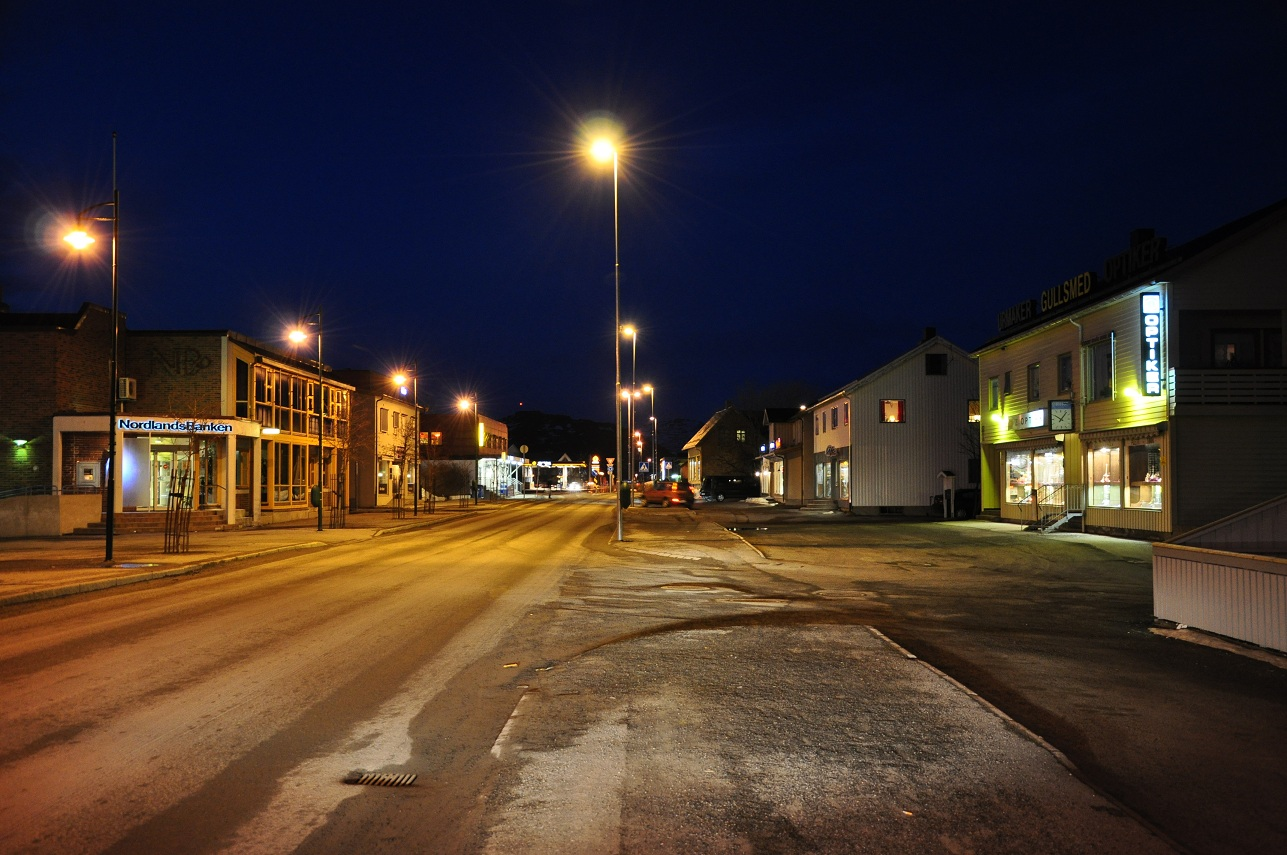
Leknes de nit

Està a l'illa de Vestvågøya a uns 68 quilometres (42 mi) de Svolvær i 65 quilometres (40 mi) d'Å a Moskenes. Leknes no depén de la pesca.
El port de la ciutat Leknes Havn és un dels més importants de Noruega i és visitat pels creuers. El sol està per sobre de l'horitzó des del 26 de maig fins al 17 de juliol i a l'hivern no apareix el sol des del 9 de desembre fins al 4 de gener.